# 永尾嘉章
永尾嘉章（日语：／ Nagao Yoshifumi，1963年2月9日—），日本男子田径运动员。他曾代表日本参加1988年、1992年、1996年、2000年、2004年、2008年和2016年夏季残疾人奥林匹克运动会田径比赛，其中2004年夏季残奥会获得一枚铜牌。